# Victoria Jensen
Victoria Boline Frederikke Jensen (* 16. Januar 1847 in Kopenhagen/Dänemark; † 28. Mai 1930 in Frederiksberg/Dänemark) war eine dänische Krankenschwester, Diakonisse, Frauenrechtlerin und Oberin der Diakonissenstiftung Kopenhagen. 

## Leben
Victoria Boline Frederikke Jensen war die Tochter des Kopenhagener Porzellanhändlers Peter Jensen (* 1796) und der Kristine Marie Hansen. Victoria war zwölf Jahr alt, als der Vater verstarb. Die Mutter blieb mit fünf Kindern zurück. Victoria ließ sich stark beeinflussen von ihrem Gemeindepfarrer, Rudolph Frimodt, dem Leiter der Inneren Mission in Kopenhagen. Im Jahr 1874 begann sie ihre Ausbildung zur Krankenschwester und Diakonisse an der Diakonissenstiftung in Kopenhagen (Diakonissestiftelsen). Schon drei Monate später wurde sie nach Randers an das dortige Krankenhaus geschickt. Hier übernahm sie, trotz noch geringer Kenntnisse in der Pflege, mit einer weiteren Schwester die Leitung einer Krankenabteilung. 1876 wurde sie als Oberin ans Frederiksberg Hospital, in der Nähe von Kopenhagen berufen. Dieses Krankenhaus gehörte zur Diakonissenstiftung und 1877 wurde Victoria Jensen als Diakonisse eingesegnet. Sie blieb insgesamt 38 Jahre in diesem Krankenhaus. Als sie ihre Stelle dort antrat, wurde das alte Hausmädchenprinzip durch eine modernere Krankenpflege ersetzt. Gemeinsam mit der damaligen Oberin der Diakonissenstiftung, Sophie Zahrtmann, engagierte sich Jensen für diese moderne Vorstellung von Krankenpflege. Die dänische Krankenschwester und Pionierin der Pflege, Charlotte Munck, die wiederum von der US-amerikanischen Krankenschwester Anna Maxwell ausgebildet worden war, lobte Jensen für deren Führungsstil. Als Zahrtmann 1914 als Oberin der Stiftung zurücktrat, wurde Jensen als Nachfolgerin berufen, obwohl sie bereits 67 Jahre alt war. Zunächst lehnte sie ab, u. a. aufgrund ihrer Arthritis, willigte dann aber doch für einen Zeitraum von fünf Jahren ein. Dies Zeit stellte, unter anderem wegen der zu leistenden Kriegskrankenpflege (Erster Weltkrieg), eine Herausforderung für sie dar. 1915 unterzeichnete Jensen eine Petition dänischer Frauen an Regierung und Parlament, die sich für das Frauenwahlrecht einsetzten wurde, um politisch Einfluss nehmen zu können.
Um die Jahrhundertwende war Victoria Jensen die treibende Kraft hinter der Gründung eines Krankenhauses durch die dänische „Ydre Mission“ (Gehörend zur „Foreign Christian Missionary Society“) in Indien. Ab 1904 engagierte sie sich in der neu gegründeten „Christian Association for Nurses“. Im Alter schrieb sie ihre Memoiren. Nach Louise Conring und Sophie Zahrtmann war Jensen die dritte Oberin der Diakonissenstiftung. Ihre Nachfolgerin als Oberin wiederum wurde Alvilde Ræder.

## Schriften
- Memoiren. In: Jahrbuch der dänischen Diakonissenstiftung, 1929–1930

## Auszeichnung
- Ehrenmitglied des Dänischen Pflegerats aufgrund ihrer Verdienste bei der Verbesserung der Krankenpflegeausbildung